# Магнаура
Магнаура (на гръцки: Μαγναύρα; възможно от латински: Magna aula – „Голяма зала“) е дворец във Византийски Константинопол край Големия (Светия) дворец.
Сградата се е намирала източно от площад „Августейон“, между катедралата „Света София“ и портата Халки на Големия дворец. Представлява базилика с 3 нефа.
Използвана е първоначално като тронна зала и зала за приеми. От там василевсът се обръща към гражданите и дава аудиенции на чуждестранни посланици, особено впечатлявани от самодвижещите се играчки-автомати. Според учени в сградата е заседавал Синклитът (Константинополският имперски съвет).
Около 855 г. цезар Варда настанява в двореца училище (ekpaideutērion), поради което то става известно като Магнаурска школа. Често е отъждествявано с Константинополския университет, създаден през 425 г. от византийския император Теодосий II.